# علی فتح‌الله‌زاده
علی فتح‌الله‌زاده خویی (زادهٔ ۱۹ دی ۱۳۳۷) مدیر فوتبالی و مدیرعامل سابق باشگاه فوتبال استقلال ایران است. فتح‌الله‌زاده اولین بار در پاییز ۱۳۷۵ به عنوان مدیر عامل استقلال انتخاب شد. با وجود نتایج بد در پایان فصل به کار خود ادامه داد. او در عرصه سینما نیز فعالیت دارد که سرمایه‌گذاری در مثلث آبی و همراهی در تولید فیلم آبی به رنگ آسمان از جمله کارهای وی بوده‌است.
وی از تاریخ ۱۴۰۱/۷/۲۳ پس از برکناری مصطفی آجورلو توسط هیئت مدیره استقلال به عنوان مدیر عامل این تیم انتخاب شد اما اوضاع به هیچ عنوان برای او مناسب نبود مشکلات مالی این تیم، شرایطی را رقم زد که در ۲۲ فروردین ۱۴۰۲ وی استعفا داد و این باشگاه را برای همیشه ترک کرد. هرچند حاشیه‌های این دوره مدیریتی ادامه یافت؛ و قرار بازداشت علی فتح‌الله‌زاده در شعبه دهم بازپرسی کارکنان دولت به اتهام اختلاس صادر شده‌است. با این حال با پیگیری فتح‌الله‌زاده در روز بیست و ششم شهریور ماه این قرار بازداشت به وثیقه شش میلیارد تومانی تبدیل شد که با پرداخت این وثیقه، فتح‌الله‌زاده فعلاً باید به دنبال رفع و رجوع مسائل پیش آمده در دوران مدیریتی خود باشد.

## مدیریت استقلال تهران
علی فتح‌الله‌زاده دارای مدرک دکتری اقتصاد از آکادمی ملی علوم آذربایجان است. وی که به عنوان سردبیر در روزنامه استقلال جوان مشغول به کار بود، در تاریخ هشتم آبان ۱۳۷۵ با حکمی از سوی محمدجواد ایروانی رئیس هیئت مدیره وقت باشگاه استقلال تهران به سمت مدیریت باشگاه استقلال تهران منصوب شد. با وجود نتایج ضعیفِ استقلال، وی با پایان فصل در پست خود ابقا شد. فتح‌الله‌زاده بیش از ۶ سال مدیریت استقلال را در اختیار داشت. سال ۱۳۸۲ تمایل داشت باز هم ناصر حجازی سر مربی شود ولی هیئت مدیره نپذیرفت به همین دلیل وی استعفا داد و از این تیم جدا شد.
فتح‌الله‌زاده در سال ۱۳۸۶ دوباره به عنوان مدیر عامل استقلال انتخاب شد. وی بلافاصله ناصر حجازی را به عنوان سر مربی انتخاب کرد ولی با نتایج بسیار بد در پایان رتبه سیزدهم جدول نصیب استقلال شد. البته با آمدن امیر قلعه‌نویی استقلال قهرمان جام حذفی فوتبال ایران ۸۷–۱۳۸۶ شد ولی نتایج این تیم در شروع لیگ باز هم بد بود تا جاییکه در پایان هفته پنجم در رده ۱۷ جدول قرار داشت به همین دلیل وی شهریور ۱۳۸۷ بر کنار شد. بعد از رفتن او بلافاصله نتایج استقلال تغییر کرد و این تیم در پایان قهرمان شد.
سومین بازگشت فتح‌الله‌زاده به استقلال، ۱۹ خرداد ۱۳۸۹ رقم خورد. او تا خرداد ۱۳۹۳ به عنوان مدیر عامل استقلال فعالیت کرد و تلخ‌ترین حادثه دوران کاری خود را که مرگ ناصر حجازی بود تجربه کرد. فتح‌الله‌زاده همیشه به کار حجازی اعتقاد ویژه ای داشت و اولین گزینه سرمربی گری او بود و از حجازی به شدت حمایت می‌کرد. در زمان بیماری حجازی با پیگیری فتح‌الله‌زاده ناصر حجازی به عنوان یکی از اعضای هیئت مدیره استقلال  انتخاب شد. همچنین با پیشنهاد فتح‌الله‌زاده نام کمپ از استقلال ایران به ناصر حجازی تغییر کرد.
وی در تاریخ ۷ اسفند ۱۳۹۸ با مصوبه هیئت مدیره باشگاه برای چهارمین بار به سمت سرپرست مدیرعاملی باشگاه فوتبال استقلال ایران انتخاب شد، اما تنها در کمتر از یک ماه بعد از آن به دلیل ابتلا شدید به بیماری کووید ۱۹ از این سمت کناره گرفت. وی بعدها گفت: نمی‌شد به بهانه بیماری من، استقلال با آن همه مشکلات و پرونده‌های مالی بدون مدیر بماند. این دوره کمترین مدت حضور فتح‌الله‌زاده در استقلال بود.
پنجمین باری که فتح‌الله‌زاده تکیه بر صندلی مدیریت استقلال را پذیرفت سال ۱۴۰۱ خورشیدی بود. وی از تاریخ ۱۴۰۱/۷/۲۳ پس از برکناری مصطفی آجورلو توسط هیئت مدیره استقلال به عنوان مدیر عامل این تیم انتخاب شد. سرانجام فتح‌الله‌زاده به دلیل حذف استقلال از لیگ قهرمانان آسیا ۲۰۲۴–۲۰۲۳ و مشکلات مالی به وجود آمده به وسیله او، در روز ۲۲ فروردین ۱۴۰۲ از سمتش کناره‌گیری کرد. البته حاشیه‌های این دوره مدیریتی ادامه یافت؛ و قرار بازداشت علی فتح‌الله‌زاده در شعبه دهم بازپرسی کارکنان دولت به اتهام اختلاس صادر شده‌است. با این حال با پیگیری شدید فتح‌الله‌زاده در روز بیست و ششم شهریور ماه این قرار بازداشت به وثیقه شش میلیارد تومانی تبدیل شد که با پرداخت این وثیقه، فتح‌الله‌زاده فعلاً باید به دنبال رفع و رجوع مسائل پیش آمده در دوران مدیریتی خود باشد.

## سایر فعالیتها
فتح‌الله‌زاده که قبل از ورود به استقلال یک شخصیت فرهنگی بود به مدت ۲۵ سال مسئولیت سردبیری روزنامه استقلال جوان را بر عهد داشت ولی در سال ۱۳۹۹ آن را واگذار کرد. از نکات قابل توجه دربارهٔ فتح‌الله‌زاده اینکه او در عرصه سینما نیز فعالیت دارد که سرمایه‌گذاری در مثلث آبی و همراهی در تولید فیلم آبی به رنگ آسمان از جمله کارهای وی بوده‌است.

## نتایج استقلال تهران در ادوار مدیریت علی فتح‌الله‌زاده
آمار نتایج استقلال در زمان مدیریت فتح‌الله‌زاده
| مدت حضور | تعداد جام‌ها | لیگ🏆 | حذفی🏆 | سوپر جام🏆 | آسیا🏆 | جام‌های کسب شده | جام‌های از دست داده |
| ۱۴ فصل   | ۳۵          | ۳     | ۴      | ۱          | ۰      | ۸              | ۲۸                 |

در مدت ۱۴ فصل مدیریت فتح‌الله‌زاده، استقلال از (۳۶) سی و شش جامی که پشت سر گذاشته به ۸ جام دست یافته و در کسب ۲۸ جام ناکام مانده‌است. در سه فصل هم قبل از کسب نتیجه کنار رفت
| نتایج دیدارهای استقلال در مقابل پرسپولیس در دوران مدیریت فتح‌الله‌زاده |              |     |       |      |                 |                |
| آخرین بازی                                                           | تعداد بازیها | برد | مساوی | باخت | بدترین نتیجه    | بهترین نتیجه   |
| شهرآورد ۹۹                                                           | ۲۵           | ۵   | ۱۴    | ۶    | دربی۴۴ باخت ۰–۳ | دربی۷۴ برد ۰–۳ |

استقلال در زمان مدیریت فتح‌الله‌زاده در شهر آورد تهران ۶ بار ناکام مانده و ۵ بار هم پیروز میدان بوده. ۱۴ دیدار هم مساوی به پایان رسیده‌است.
| نتایج فصل به فصل استقلال تهران در رقابتهای داخلی و آسیایی در زمان مدیریت علی فتح‌الله‌زاده | نتایج فصل به فصل استقلال تهران در رقابتهای داخلی و آسیایی در زمان مدیریت علی فتح‌الله‌زاده | نتایج فصل به فصل استقلال تهران در رقابتهای داخلی و آسیایی در زمان مدیریت علی فتح‌الله‌زاده | نتایج فصل به فصل استقلال تهران در رقابتهای داخلی و آسیایی در زمان مدیریت علی فتح‌الله‌زاده | نتایج فصل به فصل استقلال تهران در رقابتهای داخلی و آسیایی در زمان مدیریت علی فتح‌الله‌زاده | نتایج فصل به فصل استقلال تهران در رقابتهای داخلی و آسیایی در زمان مدیریت علی فتح‌الله‌زاده | نتایج فصل به فصل استقلال تهران در رقابتهای داخلی و آسیایی در زمان مدیریت علی فتح‌الله‌زاده | نتایج فصل به فصل استقلال تهران در رقابتهای داخلی و آسیایی در زمان مدیریت علی فتح‌الله‌زاده |
| ---------------------------------------------------------------------------------------- | ---------------------------------------------------------------------------------------- | ---------------------------------------------------------------------------------------- | ---------------------------------------------------------------------------------------- | ---------------------------------------------------------------------------------------- | ---------------------------------------------------------------------------------------- | ---------------------------------------------------------------------------------------- | ---------------------------------------------------------------------------------------- |
| فصل                                                                                      | رتبه استقلال در لیگ                                                                      | قهرمان لیگ                                                                               | استقلال در جام حذفی                                                                      | قهرمان جام حذفی                                                                          | سوپر جام                                                                                 | استقلال در آسیا                                                                          | قهرمان آسیا                                                                              |
| ۷۶_۱۳۷۵                                                                                  | ششم                                                                                      | پرسپولیس                                                                                 | حذف                                                                                      | برق شیراز                                                                                | __                                                                                       | جام در جام _حذف                                                                          | الهلال عربستان                                                                           |
| ۷۷_۱۳۷۶                                                                                  | اول🏆                                                                                    | استقلال                                                                                  | برگزار نشد                                                                               | __                                                                                       | __                                                                                       | حضور نداشت                                                                               | __                                                                                       |
| ۷۸_۱۳۷۷                                                                                  | دوم                                                                                      | پرسپولیس                                                                                 | دوم                                                                                      | پرسپولیس                                                                                 | __                                                                                       | جام باشگاه‌های آسیا_دوم                                                                   | جوبیلیو ایواتا ژاپن                                                                      |
| ۷۹_۱۳۷۸                                                                                  | دوم                                                                                      | پرسپولیس                                                                                 | قهرمان🏆                                                                                 | استقلال                                                                                  | __                                                                                       | جام در جام آسیا _حذف                                                                     | شمیزو ژاپن                                                                               |
| ۸۰_۱۳۷۹                                                                                  | اول 🏆                                                                                   | استقلال                                                                                  | حذف                                                                                      | فجر سپاسی                                                                                | __                                                                                       | جام در جام آسیا_ حذف                                                                     | الشباب عربستان                                                                           |
| ۸۱_۱۳۸۰                                                                                  | دوم                                                                                      | پرسپولیس                                                                                 | قهرمان🏆                                                                                 | استقلال                                                                                  | __                                                                                       | جام باشگاه‌های آسیا_ سوم                                                                  | سوون سامسونگ کره جنوبی                                                                   |
| ۸۲_۱۳۸۱                                                                                  | نهم                                                                                      | سپاهان                                                                                   | حذف                                                                                      | ذوب آهن                                                                                  | __                                                                                       | حذف                                                                                      | العین امارات                                                                             |
| ۸۷_۱۳۸۶                                                                                  | سیزدهم                                                                                   | پرسپولیس                                                                                 | قهرمان🏆                                                                                 | استقلال                                                                                  | __                                                                                       | حضور نداشت                                                                               | __                                                                                       |
| ۹۰_۱۳۸۹                                                                                  | دوم                                                                                      | سپاهان                                                                                   | حذف                                                                                      | پرسپولیس                                                                                 | __                                                                                       | لیگ قهرمانان _حذف                                                                        | السد قطر                                                                                 |
| ۹۱_۱۳۹۰                                                                                  | سوم                                                                                      | سپاهان                                                                                   | قهرمان 🏆                                                                                | استقلال                                                                                  | __                                                                                       | لیگ قهرمانان _ حذف                                                                       | اولسان هیوندای کره جنوبی                                                                 |
| ۹۲_۱۳۹۱                                                                                  | اول 🏆                                                                                   | استقلال                                                                                  | حذف                                                                                      | سپاهان                                                                                   | __                                                                                       | لیگ قهرمانان _ حذف                                                                       | گوانگ ژو اورگراند چین                                                                    |
| ۹۳_۱۳۹۲                                                                                  | پنجم                                                                                     | فولاد                                                                                    | حذف                                                                                      | تراکتورسازی                                                                              | __                                                                                       | لیگ قهرمانان _ حذف                                                                       | گوانگ ژو اورگراند چین                                                                    |
| ۰۲_۱۴۰۱                                                                                  | قبل از کسب نتایج در لیگ و جام حذفی برکنار شد                                             | قبل از کسب نتایج در لیگ و جام حذفی برکنار شد                                             | قبل از کسب نتایج در لیگ و جام حذفی برکنار شد                                             | قبل از کسب نتایج در لیگ و جام حذفی برکنار شد                                             | قهرمان 🏆                                                                                | --------------------------------                                                         | --------------------------------                                                         |

از دوازده فصلی که فتح‌الله‌زاده مدیرعامل استقلال بود در ۵ فصل آن استقلال هیچ جامی کسب نکرد.
در دوران حضور فتح‌الله‌زاده، استقلال هرگز موفق به کسب دوگانه نشد.
فتح‌الله‌زاده در فصل۸۶_۱۳۸۵ در شرایطی که فقط سه مسابقه به پایان لیگ باقی مانده بود به استقلال برگشت همچنین وی در فصل ۸۸_۱۳۸۷ در حالیکه فقط ۵ مسابقه از رقابتهای لیگ گذشته بود به دلیل نتایج ضعیف از استقلال برکنار شد. استقلال در پایان فصل قهرمان لیگ شد.
| فصل     | تعداد بازی | برد | مساوی | باخت | امتیاز | امکان کسب قهرمانی | رتبه استقلال در جدول                            | رتبه پایان فصل      |
| ------- | ---------- | --- | ----- | ---- | ------ | ----------------- | ----------------------------------------------- | ------------------- |
| ۸۶_۱۳۸۵ | ۳          | __  | ۱     | ۲    | ۱      | +                 | در زمان ورود فتح‌الله‌زاده__ اول ۵۱ امتیاز        | چهارم __ ۵۲ امتیاز  |
| ۸۸_۱۳۸۷ | ۵          | ۱   | ۱     | ۱۳   | ۴      | +                 | در زمان خروج فتح‌الله‌زاده __ پانزدهم با ۴ امتیاز | قهرمان __ ۶۶ امتیاز |

بیشترین اثرات مثبت و منفی فتح‌الله‌زاده در استقلال
فصل ۸۰_۱۳۷۹ مثبت
جذب علی سامره و جنجالی‌ترین انتقال تاریخ فوتبال ایران مهدی هاشمی‌نسب از پرسپولیس که به بمب معروف شد باعث گردید استقلال علاوه برکسب قهرمانی لیگ، بازی برگشت شهرآورد تهران را هم بعد از ۵ سال پیروز شود.
_فصل ۸۷_۱۳۸۶ (منفی)
در این فصل مدیر عامل استقلال به دلیل اعتقاد و باوری که به ناصر حجازی حجازی داشت او را سر مربی استقلال کرد و بعد از آنکه حجازی نتایج قابل قبولی نگرفت برای حفظ شان وی، در اقدامی شتاب زده فیروز کریمی را سرمربی تیم کرد و حجازی را به عنوان مدیر فنی برگزید. این عملکرد چنان بلایی بر سر تیم آورد کرد که استقلال را تا رتبه سیزدم تنزل داد. در اواخر فصل در حالیکه استقلال درآتش مشکلات می‌سوخت هیئت مدیره برای تغییرات تشکیل جلسه داد و با دخالت و پافشاری منصور پورحیدری پدر استقلال، امیر قلعه‌نویی به عنوان سرمربی بعدی استقلال معرفی شد. قلعه نویی تیم بی روحیه و خسته را در جام حذفی قهرمان کرد تا وضعیت استقلال بدتر از آن که بود نشود.
فصل ۹۱_۱۳۹۰، ۹۲_۱۳۹۱ (مثبت)
فتح‌الله‌زاده که می‌دانست فصل ۸۷_۱۳۸۶ در کارنامهٔ او به بدترین شکل نمایان است در فصلهای ۹۱_۱۳۹۰ همچنین ۹۲_۱۳۹۱ یکی از بهترین استقلالهای تاریخ را تحویل پرویز مظلومی و امیر قلعه نویی سر مربیان وقت استقلال داد. جذب ستارگانی چون جواد نکونام، آندرانیک تیموریان، مجتبی جباری، فابیو جانواریو، فریدون زندی، سید مهدی رحمتی، خسرو حیدری، فرهاد مجیدی، باعث شد جراید نام کهکشانی‌ها را به استقلال بدهند. پیروزی در ۴ شهرآورد تهران و قهرمانی در جام حذفی فوتبال ایران ۹۱–۱۳۹۰ با پرویز مظلومی، همچنین کسب قهرمانی لیگ برتر فوتبال ایران ۹۲–۱۳۹۱ و حضور در مرحله نیمه نهایی لیگ قهرمانان آسیا ۲۰۱۳ با امیر قلعه نویی آنچنان فتح‌الله‌زاده را در دل هواداران جا کرد که در ورزشگاه شعار می‌دادند، اس اس دیگه غم نداره __تا حاج فتح اللهُ داره.
سایر فصل‌ها
استقلال در فصلهای دیگری هم شاهد روزهای تلخ و شیرین بود. ناکامی در فصل ۷۸_۱۳۷۷، از دست دادن قهرمانی در آخرین بازی لیگ ۸۱_۱۳۸۰، کسب مقام ششم و نهم در لیگ، کسب قهرمانی در لیگ و جام‌های حذفی از آن جمله هستند ولی سهم فتح‌الله‌زاده به اندازه سایرین بود.

## دستاوردها

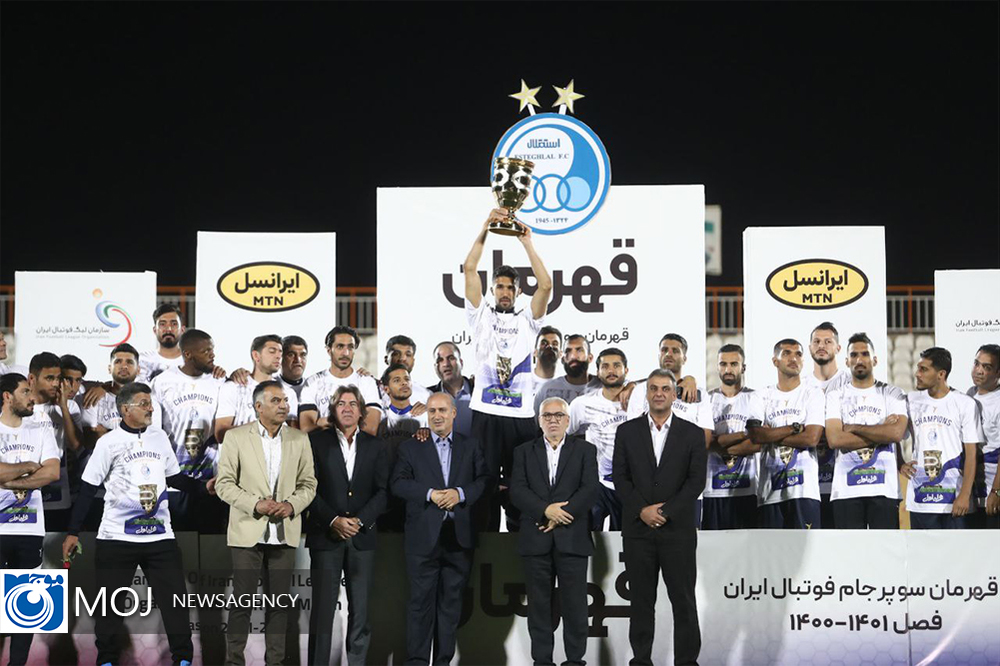
حضور علی فتح الله زاده در جشن قهرمانی استقلال

فتح‌الله‌زاده با چهارده سال فعالیت در باشگاه استقلال به عنوان مدیر عامل توانسته سه بار به مقام قهرمانی در لیگ، چهار عنوان قهرمانی در جام حذفی، یک عنوان قهرمانی در سوپرجام و یک دوره به مقام نائب قهرمانی جام باشگاه‌های آسیا برسد.
داخلی
لیگ فوتبال ایران شامل (لیگ آزادگان و لیگ برتر)
 قهرمان لیگ فوتبال ایران ۱۳۷۶
 قهرمان لیگ فوتبال ایران ۸۰–۱۳۷۹
 قهرمان لیگ فوتبال ایران ۹۲–۱۳۹۱
   نایب قهرمان لیگ فوتبال ایران ۷۸–۱۳۷۷
 نایب قهرمان لیگ فوتبال ایران ۷۹–۱۳۷۸
 نایب قهرمان لیگ فوتبال ایران ۸۱–۱۳۸۰
 نایب قهرمان لیگ فوتبال ایران ۹۰–۱۳۸۹
جام حذفی فوتبال ایران
 قهرمان جام حذفی فوتبال  ایران ۷۹–۱۳۷۸
 قهرمان جام حذفی فوتبال ایران ۸۱–۱۳۸۰
 قهرمان جام حذفی فوتبال ایران ۸۷–۱۳۸۶
 قهرمان جام حذفی فوتبال ایران ۹۱–۱۳۹۰

 نایب قهرمان  جام حذفی فوتبال ایران ۷۸–۱۳۷۷
سوپر جام فوتبال ایران
 قهرمان سوپر جام فوتبال ایران ۱۴۰۱
بین‌المللی
 نایب قهرمان جام باشگاه‌های آسیا ۹۷–۱۹۹۶
 مدال برنز جام باشگاه‌های آسیا ۰۲–۲۰۰۱
 قهرمان جام پرزیدنت ترکمنستان ۱۹۹۸
 قهرمان جام بین‌المللی خزر ۱۳۷۶
 قهرمان جام کیش ۱۳۸۰
 قهرمان جام اتحادیه باشگاه‌های کشور ۱۳۸۱

## کمپ ناصر حجازی

کمپ ناصر حجازی دسترنج فتح‌الله‌زاده

باشگاه فوتبال استقلال تهران، قبل از پیروزی انقلاب ۱۳۵۷ با نام تاج تهران، ثروتمندترین و پر امکانات‌ترین باشگاه ایران بود.اما بعد از انقلاب وضعیت عوض شد و… گرد و خاک انقلاب که کمی خوابید بررسی خسارت به باشگاه باور کردنی نبود تمامی املاک و مستغلات باشگاه مصادره گردید و حتی موزه باشگاه هم که مملو از جوایز و جامهای رقابتها بود به تاراج رفت.  همه‌ی  اموال استقلال شد چند توپ و تور دروازه ، لباس بازیکنان  که در صندوق عقب خودروی شخصی منصور پورحیدری  جای می گرفت. در دوران مدیریت فتح‌الله‌زاده، با وجود مشکلات وقت گیر، وی پیگیر زمینی بودکه فقط شنیده بود استقلال شرایط در اختیار گرفتن این زمین را دارد. در این بین از گوشه و کنار به فتح‌الله‌زاده خرده میگرفتند که پیگیری وی کاری عبث و بیهوده است ولی وی با جدیت تصمیم داشت استقلال را باز به یک باشگاه حرفه ای تبدیل کند. فتح الله زاده ساختمان باشگاه را در خیابان لارستان فروخت و زمین کمپ حجازی را که در کنار پارک ارم قرار دارد خرید. با تلاش وی بعد از سالها یک زمین خشک اما مرغوب شد دارایی استقلال. فتح‌الله‌زاده فقط به داشتن زمین قناعت نکرد و به سرعت پیگیر ساخت و ساز آن شد. ابتدا نام آن را مجموعه فرهنگی ورزشی استقلال گذاشتند و بعد از آن هم کمپ ناصر حجازی نام گرفت. البته ناگفته پیداست که هر دوره با رفتن فتح‌الله‌زاده، کار کمپ متوقف می‌شد چرا که مدیران بعدی با بهانه هایی مثل، این زمین به استقلال تعلق ندارد، کار فتح‌الله‌زاده بیهوده بود، پول استقلال را هدر داد از ادامه‌ی کار سرباز میزدند. شگفت آنکه هر بار که فتح‌الله‌زاده بازمی‌گشت ساخت و ساز مجموعه ای که مدیران دیگر مدعی بودند به استقلال تعلق ندارد ادامه میافت. زمانی هم که مشخص شد فتح‌الله‌زاده وقت خود و باشگاه را تلف نکرده و کمپ حجازی از آن استقلال است باز هم از کار زیر بنایی در این مجموعه خبری نبود و فقط با بازگشت فتح‌الله‌زاده نفس به کمپ حجازی می‌رسید. فتح‌الله‌زاده در برنامه ورزش و مردم گفت کمپ حجازی را آماده و تمیز تحویل دادم و خرابه تحویل گرفتم.